# Tim Meeuws
Tim Meeuws (Den Haag, 5 december 1950)  is een Nederlands acteur, zanger, regisseur en scenarioschrijver. In 1969 begon hij met zijn studie sociologie in Amsterdam. Van 1977 tot 1986 was hij als acteur en zanger actief bij de linkse rocktheatergroep Werk in Uitvoering in Groningen. 
Zijn eerste grote rol was die van Sjoerd in de film De oplossing. In het theater speelde hij rollen bij het Ro Theater en in producties als Ik Jan Cremer, West Side Story en Mamma Mia!. 
Op televisie kreeg hij in het begin van de jaren negentig bekendheid met de rol van Edje in de comedyserie Oppassen!!! en de rol van Thom in de soap Goede tijden, slechte tijden.
Op het gebied van regie is Meeuws voornamelijk actief in het theater, daarnaast is hij verbonden aan het 4 Mei-Projekt. Hij regisseerde ook een aantal jaren het Groningse GOOV Muziektheater. Hij doet dit anno 2019 weer.
Als scenarioschrijver is Meeuws onder andere verantwoordelijk voor de film De Kameleon Ontvoerd.

## Filmografie

### Film
- De oplossing (1984) - Sjoerd

### Televisie
- Flikken Maastricht (2014) - hoofdofficier
- Kerst in Assisi (2009)
- Keyzer & De Boer Advocaten (2006) - winkeleigenaar
- Man & Paard (2006) - rijlesleraar
- Doei (2001) - manager Ron (tv-serie)
- Ben zo terug (1999)
- Baantjer (1998) - Tjeerd Fokkema
- De rooie draad (1997-1998) - Ramses
- Familie Verburgh (1996-1998)
- Goudkust (1996), (1998) - Rechercheur Hoogland
- De concierge (1995-1996) - Carsemijer
- Onderweg naar Morgen (1995) - John Struik
- Het Zonnetje in Huis (1995) - Van de Burg
- Bamboe Beren (1995) - Ratta Leone (stem)
- De Sylvia Millecam Show (1994) - Chris Cordoba
- Toen was geluk heel gewoon (1994) - Bep Rodenburg
- De Victorie (1994) - Jan de Bruin
- Flodder (1993) - garagehouder
- Medisch Centrum West (1993) - Ir. Beumer
- Het Oude Noorden (1992-1993) - Ger
- Oppassen!!! (1992), (1996) - Edje, Tom Gieldijker
- Goede tijden, slechte tijden (1991-1992) - Thom
- Spijkerhoek (1992) - Ernesto
- Bureau Kruislaan (1992)